# Aturus confederatus
Aturus confederatus är en kvalsterart som beskrevs av Herbert Habeeb 1957. Aturus confederatus ingår i släktet Aturus och familjen Aturidae. Inga underarter finns listade.